# Čahar-Mahal i Bahtijari
Čahar-Mahal i Bahtijari (perz. چهارمحال و بختیاری; Čahār-Mahāl va Bahtijāri, punim imenom استان چهارمحال و بختیاری; Ostān-e Čahār-Mahāl va Bahtijāri) je jedna od 31 iranske pokrajine. Smještena je u središnjem dijelu zemlje, a omeđena je Isfahanskom pokrajinom na sjeveru i istoku, Kuhgilujom i Bojer-Ahmadom na jugu, te Huzestanom na zapadu. Pokrajina Čahar-Mahal i Bahtijari ima površinu od 16.332 km², a prema popisu stanovništva iz 2006. godine u njoj je živjelo 842.002 stanovnika. Sjedište pokrajine nalazi se u gradu Šahrekordu.

## Okruzi
- Ardalski okrug
- Benski okrug
- Borudženski okrug
- Farsanski okrug
- Kijarski okrug
- Kuhranški okrug
- Lordeganski okrug
- Samanski okrug
- Šahrekordski okrug

## Vanjske poveznice
- (perz.) Službene stranice pokrajine Čahar-Mahal i Bahtijari  Arhivirana inačica izvorne stranice od 16. rujna 2008. (Wayback Machine)

Ostali projekti
|  | Zajednički poslužitelj ima još gradiva o temi Čahar-Mahal i Bahtijari |